# HD 202214
HD 202214 (I Cephei) é uma estrela na direção da Cepheus. Possui uma ascensão reta de 21h 11m 48.24s e uma declinação de +59° 59′ 11.8″. Sua magnitude aparente é igual a 5.64. Considerando sua distância de 9056 anos-luz em relação à Terra, sua magnitude absoluta é igual a −6.58. Pertence à classe espectral B0V.